# جيورجوس بالوجيانيس
جيورجوس بالوجيانيس (باليونانية: Γιώργος Μπαλογιάννης)‏ مواليد 17 يناير 1971 في سالونيك، هو مدرب كرة سلة يوناني ولاعب معتزل. بدأ مسيرته الاحترافية في سنة 1988. يبلغ طوله 6 قدم 1.25 بوصة (1.9 م). اعتزل اللعب في 2005. لعب مع نادي باناثينايكوس لكرة السلة ونادي ماكدونيكوس لكرة السلة.

## روابط خارجية
- جيورجوس بالوجيانيس على موقع الاتحاد الدولي لكرة السلة (الإنجليزية)
- جيورجوس بالوجيانيس على موقع كرة السلة الأوروبية.كوم (الإنجليزية)
- جيورجوس بالوجيانيس على موقع ريلجم (الإنجليزية)
- جيورجوس بالوجيانيس على موقع بروبوليرز (الإنجليزية)
- جيورجوس بالوجيانيس على موقع سبورتس رفرنس (الإنجليزية)